# Katia y Marielle Labèque
Las hermanas francesas Katia (nacida en Bayona el 11 de marzo de 1950) y Marielle (nacida en Bayona el 6 de marzo de 1952), son uno de los más prestigiosos dúos de piano contemporáneos, reconocidas artísticamente con el nombre de Hermanas Labèque.

## Biografía

### Estudios y primeras giras
Su padre era médico, jugador de rugby y amante de música, y formaba parte en el coro de la Ópera de Burdeos. Su primera profesora de piano fue su madre, Alda Cecchi, alumna de Marguerite Long. Al final de sus estudios de música clásica para piano solo, Katia y Marielle Labèque obtuvieron conjuntamente un primer premio del Conservatorio de París en 1968.

Después de estos estudios, se dedican al repertorio para cuatro manos y dos pianos. Graban su primer álbum Les Visions de l'Amen de Olivier Messiaen bajo la dirección artística del compositor. A continuación, participan en muchos festivales de música contemporánea en los que interpretan obras de Luciano Berio, Pierre Boulez, Philippe Boesmans, Gyorgy Ligeti o Olivier Messiaen.

### Carrera internacional
Su carrera internacional comenzó con el éxito que tuvo su grabación de la versión original de Rhapsody in Blue  (versión escrita para dos pianos por George Gershwin) en 1980. Más allá del repertorio clásico tradicional, su repertorio se extiende hasta la música académica contemporánea, el jazz, el ragtime, el flamenco, la música minimalista, la música del Barroco con instrumentos de época, el pop o el avant-rock.

Descubren la música del Barroco con Marco Postinghel y deciden hacer construir dos piano-fortes Silberman en 1998. Tocan estos instrumentos con Il Giardino Armonico dirigido por Giovanni Antonini, con el grupo Musica Antiqua Köln dirigido por Reinhard Goebel (conmemoración del año Bach en el año 2000), con los Solistas Barrocos Ingleses dirigidos por Sir John Eliot Gardiner, con la Orquesta Venice Baroque dirigida por Andrea Marcon, y con la Orquesta de la Age of Enlightenment dirigida por Sir Simon Rattle.
A lo largo de su carrera, Katia y Marielle Labèque han tocado con grandes formaciones mundiales (Orquesta Filarmónica de Berlín, Orquesta Filarmónica de Múnich, Orquesta Sinfónica de la Radio de Baviera, Orquesta de la Gewandhaus de Leipzig, Staatskapelle de Dresde, Orquesta Sinfónica de Londres, Orquesta Filarmónica de Londres, Orquesta de la Scala de Milán, Orquesta Filarmónica de Viena, Orquesta Sinfónica de Boston, Orquesta Sinfónica de Chicago, Orquesta de Cleveland, Orquesta Filarmónica de Los Ángeles, Orquesta de Filadelfia) bajo la dirección de directores prestigiosos (Semyon Bychkov, Sir Colin Davis, Charles Dutoit, Sir John Eliot Gardiner, Miguel Harth-Bedoya, Paavo Jarvi, Kristjan Jarvi, Zubin Mehta, Seiji Ozawa, Antonio Pappano, Georges Prêtre, Sir Simon Rattle, Esa-Pekka Salonen, Leonard Slatkin y Michael Tilson Thomas), en las salas más famosas dedicadas a la música clásica (Musikverein (Viena), Musikhalle (Hamburg), Filarmónica (Munich), Carnegie Hall (Londres), Royal Festival Hall (Londres), Teatro de La Scala (Milán), Filarmónica (Berlín), Disney Hall (Los Ángeles), Hollywood Bowl (Hollywood))), o en festivales reconocidos como Mostly Mozart (New York), Ravinia festival (Festival de Ravinia (Chicago)), Festival de Tanglewood (Lenox), The Proms (Londres), Festival de Lucerne Suisse, Klavier Ruhr Festival (Alemania), Festival de Salzburgo (Austria). Tocan por ejemplo para 33.000 personas en el concierto de gala Waldbühne 2005, concierto de clausura de la Orquesta Filarmónica de Berlín., y para más de 100.000 personas en mayo de 2016 en el Palacio de Schoenbrunn con la Orquesta Filarmónica de Viena dirigida por Semyon Bychkov.

Más allá de los conciertos, numerosas obras han sido escritas especialmente para las hermanas, como Linea para dos pianos y percusiones de Luciano Berio, Water Dances para dos pianos de Michael Nyman, Battlefield para dos pianos y orquesta de Richard Dubugnon, Nazareno para dos pianos, percusiones y orquesta de Osvaldo Golijov y Gonzalo Grau, The Hague Hacking para dos pianos y orquesta de Louis Andriessen, Capriccio de Philippe Boesmans, Concerto para dos pianos y orquesta de Philip Glass estrenado en Los Ángeles con la Orquesta Filarmónica de Los Ángeles dirigida por Gustavo Dudamel.

Katia y Marielle han enriquecido el repertorio para dos pianos y percusiones con obras como la primera versión instrumental de West Side Story, transcrita por Irwin Kostal (el orquestador de la obra), o como la versión para dos pianos y percusiones vascas del Bolero de Ravel. Crean en Francia, en Inglaterra, en Italia y en Cuba, Four Movements para dos pianos de Philip Glass. Después, crean en el King's Place de Londres en noviembre de 2011, el proyecto 50 Years of Minimalism con obras de John Cage, David Chalmin, William Duckworth, Arvo Part, Michael Nyman, Terry Riley, Steve Reich, Howard Skempton, etc.

### Grabaciones y producción musical
Entre 1970 y 1997, graban numerosos discos para Erato (Warner Classics), Philips Records, EMI Classics, Sony Music Entertainment y Decca Records. Dejan de grabar discos durante 10 años antes de crear su propio sello discográfico de música clásica KML Recordings en Italia en 2007. Además de sus propios discos, producen jóvenes grupos de música de distintos estilos como el avant-rock (B for Bang, DimensionX, Dream House, Red Velvet) o las músicas tradicionales (Mayte Martín, Kalakan). Por ejemplo, en 2008 han editado el disco conjunto "De fuego y de agua" con la cantaora flamenca Mayte Martín, repertorio que también han presentado en directo en diversos escenarios. También, han producido el primer disco del trío vasco Kalakan con quien colaboran desde 2009 y también le presentan a su amiga Madonna en el año 2011. Este encuentro permitió la participación del trío en la gira mundial The MDNA Tour de la famosa cantante norteamericana.

Katia y Marielle han creado su propia fundación "Fondazione Katia é Marielle Labeque" en 2005 en Roma, Italia. Este estructura está destinada a promover la relación entre la música y la imagen, y a apoyar los grupos de música experimental. Su primer proyecto en 2009 apoyó al joven productor audiovisual Tal Rosner.

En 2012, en una antigua escuela de Roma, hacen su propio estudio de grabación llamado Studio KML, pensado como un lugar de encuentro y de creación entre los músicos de la "Fondazione Katia e Marielle Labèque" y el sello discográfico KML Recordings. La primera grabación en este estudio es "Dream House minimalista".

### Vida privada
Katia ha vivido con el guitarrista de jazz inglés John McLaughlin. Ahora, su novio es David Chalmin, compositor, cantante/guitarrista del grupo Triple Sun y productor. Marielle está casada con el director de orquesta ruso Semyon Bychkov. Las hermanas siempre viven juntas. Se instalaron en Londres en 1987, después fueron a vivir a un palacio de Firenze en 1993, y desde 2005 viven en unos de los antiguos palacios de la familia Borgia de Roma

## Discografía

### Discos en dúo
- 1969: Olivier Messiaen, Visions De L'Amen
- 1970: Bartok, Sonata for 2 Pianos and Percussion
- 1972: Rachmaninov, 24 Preludes & Suite No. 2
- 1972: Hindemith - Martinu
- 1979: Marius Constant: Psyche
- 1980: Gershwin, Rhapsody In Blue / Piano Concerto In F
- 1981: Brahms, Hungarian dances
- 1982: Scott Joplin, Gladrags
- 1983: Liszt, Réminiscences de Don Juan
- 1984: Rossini, Petite messe solennelle
- 1984: Gershwin, An Americain in Paris
- 1985: Bizet, Fauré, Ravel
- 1987: Stravinsky, Petrouchka / Concerto For 2 Pianos
- 1987: Gershwin, I got Rhythm - Music for Two Pianos
- 1988: Bernstein, Symphonic dances and songs from West Side Story
- 1990: Love of colours
- 1990: Dvorak, Slavonic Dances Op. 46 & 72
- 1991: Encore !
- 1993: España !
- 1994: Chaikovski, Piano fantasy: music for two pianos
- 1996: En blanc et noir - Debussy Album
- 2001: Brahms - Chaikovski - Debussy (compilación)
- 2003: Piano Fantasy (compilación - 6 CD box)
- 2006: Maurice Ravel
- 2007: Stravinsky / Debussy
- 2007: Schubert / Mozart
- 2009: Erik Satie
- 2010: The New CD box
- 2011: Gershwin-Bernstein, Rhapsody in Blue - West Side Story
- 2011: Nazareno
- 2013: Minimalist Dream House
- 2014: Sisters
- 2016: Invocations
- 2017: Love stories
- 2020: Glass, Les Enfants Terribles

### Discos con colaboraciones
- 1981: Gershwin's songs con Barbara Hendricks
- 1984: Prokófiev, Peter and The Wolf y Saint Saëns, Le Carnaval des animaux con Itzhak Perlman y la Orquesta Filarmónica de Israel dirigida por Zubin Mehta
- 1985: Gershwin, Rhapsody in Blue con la Orquesta de Cleveland dirigida por Riccardo Chailly
- 1985: Bartók, Sonate et Concerto con la Orquesta Sinfónica de la Ciudad de Birmingham dirigida por sir Simon Rattle
- 1989: Poulenc, Concerto pour 2 Pianos con la Orquesta Sinfónica de Boston dirigida por Seiji Ozawa
- 1989: Mozart, Piano Concerti con la Orquesta Filarmónica de Berlín dirigida por Semyon Bychkov
- 1990: Mendelssohn / Bruch, Piano Concerti  con la Orquesta Philharmonia
- 1997: Carnival con Elton John, Madonna, Paul Simon, James Taylor, Sting, Tina Turner, entre otros...
- 2008: De fuego y de Agua con Mayte Martín
- 2016: Double Concerto For Two Pianos And Orchestra con la Orquesta Filarmónica de Los Ángeles dirigida por Gustavo Dudamel
- 2016: Summer Night Concert con la Orquesta Filarmónica de Viena dirigida por Semyon Bychkov

## Filmografía
- 1990: The Loves of Emma Bardac. Telepelícula de Thomas Mowrey
- 2000: The Italian Bach in Vienna. Concierto con Il Giardino Armonico
- 2000: The Man Who Cried. Película de Sally Potter
- 2005: Waldbühne 2005. Concierto con la Orquesta Filarmónica de Berlín dirigida por Sir Simon Rattle
- 2005: I'm Going to Tell You a Secret. Documental sobre Madonna
- 2012: The Labeque way. Documental de Félix Cábez
- 2016: Summer Night Concert. Concierto con la Orquesta Filarmónica de Viena dirigida por Semyon Bychkov